# Venecia del norte
Venecia del norte es el sobrenombre con el que se conoce a varias ciudades del norte de Europa en referencia a la ciudad italiana debido a la existencia de diversos canales y vías de agua. Las ciudades más habitualmente referidas de esta forma son las que se indican en la siguiente tabla:
| Ciudad          | País         | Referencias   | Fotografía |
| --------------- | ------------ | ------------- | ---------- |
| San Petersburgo | Rusia        | [ 1 ] [ 2 ]   |            |
| Ámsterdam       | Países Bajos | [ 3 ] [ 4 ]   |            |
| Brujas          | Bélgica      | [ 5 ] [ 6 ]   |            |
| Estocolmo       | Suecia       | [ 7 ] [ 8 ]   |            |
| Copenhague      | Dinamarca    | [ 9 ] [ 10 ]  |            |
| Hamburgo        | Alemania     | [ 11 ] [ 12 ] |            |